# Hydrachna conjecta
Hydrachna conjecta är en kvalsterart som beskrevs av Koenike 1895. Hydrachna conjecta ingår i släktet Hydrachna och familjen Hydrachnidae. Inga underarter finns listade i Catalogue of Life.